# Polyscias alternifolia
Polyscias alternifolia är en araliaväxtart som först beskrevs av Alexander Carroll Maingay och Henry Nicholas Ridley, och fick sitt nu gällande namn av Lowry och G.M.Plunkett. Polyscias alternifolia ingår i släktet Polyscias och familjen Araliaceae. Inga underarter finns listade.